# Éric Delcroix
Éric Delcroix (* 8. Januar 1944 in Mont-Saint-Aignan) ist ein französischer Rechtsanwalt und Rechtsextremist.
Der frühere Aktivist des Ordre nouveau, einer rechtsextremen Organisation, die auch mit der NPD zusammenarbeitet, wurde durch sein berufliches Engagement in mehreren Prozessen zu Fragen der freien Meinungsäußerung bekannt, an denen immer Autoren beteiligt waren, die dem Geschichtsrevisionismus und der Holocaustleugnung zugeordnet werden. 1979 hatte der Rechtsanwalt den Holocaustleugner Robert Faurisson verteidigt, später den Geschichtsrevisionist Henri Roques und 1990 den Neonazi Mark Fredriksen.
Von 1987 bis zum Verbot der Zeitschrift im Jahr 1990 war Delcroix Mitarbeiter der Zeitschrift Annales d'Histoire Révisionniste. Ab 1987 engagierte er sich für den Front National und kandidierte mehrfach bei Kommunal- und Regionalwahlen. Bei der Spaltung der Partei im Jahr 1998 schloss er sich Bruno Mégret an. Von 1999 bis 2004 gehörte er als Abgeordneter des Mouvement national républicain dem Regionalrat der Region Picardie an.
Zu den Mandanten von Delcroix gehörten außerdem Marie-Caroline Le Pen (Tochter von Jean-Marie Le Pen), Germaine Burgaz, Olivier Devalez, die Holocaustleugner Pierre Guillaume und Jean Plantin, der Geschichtsrevisionist Vincent Reynouard und Bruno Mégrets Ehefrau Catherine.
Einige seiner Publikationen sind in Deutschland verboten.

## Werke
- Description, analyse et critique de la loi du 1er juillet 1972 dite "antiraciste", Paris, Éditions de la Libre Parole, 1990
- La police de la pensée contre le révisionnisme. Du jugement de Nuremberg à la loi Fabius-Gayssot, Colombes, RHR, 1994

Ouvrage condamné, en octobre 1996, pour contestation de crimes contre l’humanité (20.000F d’amendes et un mois de suspension d’exercer)
- La francophobie : crimes et délits idéologiques en droit français, Paris, Libres opinions, 1995.
- "Préface" à Wolf Rüdiger, La mort de Rudolf Hess, un meurtre exemplaire !, traduit de l'allemand par Ilse Meenen, postface d'Alfred Seidl, Paris, Éditions du Camelot et de la Joyeuse garde, 1996
- Le théâtre de Satan : décadence du droit, partialité des juges, Paris, L'AEncre, 2002.
- Manifeste libertin : essai révolutionnaire contre l'ordre moral antiraciste, Paris, L'AEncre, 2005

| Personendaten    | Personendaten              |
| ---------------- | -------------------------- |
| NAME             | Delcroix, Éric             |
| KURZBESCHREIBUNG | französischer Rechtsanwalt |
| GEBURTSDATUM     | 8. Januar 1944             |
| GEBURTSORT       | Mont-Saint-Aignan          |